# Kalumbagyökér
A  kalumbagyökér vagy kolombógyökér (Jateorhiza palmata) a holdmagfélék (Menispermaceae) családjába tartozó Jateorhiza növénynemzetség egyik faja.

## Elnevezése
A Pallas nagylexikon az alábbi neveket sorolja fel a növény magyar neveként: ibolyagyökér, kalumbógyökér, kolambógyökér, kolumbógyökér, orvosi gyökér.

## Előfordulása
Kelet- és Dél-Afrika trópusi területein őshonos (például Kenya, Tanzánia, Malawi, Mozambik és Zimbabwe területén), ahol 1500 méter tengerszint feletti magasságig fordul elő. Kultúrnövényként Ghánában, Madagaszkáron, a Seychelle-szigeteken, a Mascarenhas-szigetcsoporton, Indiában és Brazíliában[forrás?] is termesztik. Őshazáján kívüli területeken esetenként inváziós növényként tartják számon.

## Jellemzése
Kúszónövény, évelő félcserje, melynek gyöktörzse van. A gyöktörzsből néhány orsó alakú, húsos gyökérgumó ágazik ki, melyek vastagsága elérheti egy csecsemő karjának vastagságát, s amelyeket barna epidermisz (bőrszövet) fed. A növény föld feletti szárait sűrűn fedik szőrök, melyek fiatalkorában finomak, később durvábbá, erősebbé válnak. A nyeles lomblevelek tenyeresen karéjosak. A levélnyelek durva szőrösek, 18–25 cm hosszúak, a levéllemezek pedig 15–24 cm hosszúak és 15–40 cm szélesek, szíves vállúak, többnyire öt széles, tojásdad karéjra osztottak. A karéjok lekerekített szélűek, de a levélcsúcsok felé kihegyeződők, néha szögletesek, mindegyik karéjban egy-egy főér fut. A levéllemezek felülete hártyás, mindkét oldalán durva szőrös, de ritkán előfordul, hogy időskorban lecsupaszodik.
Kétlaki növény, egyivarú virágai sugaras szimmetriájúak (zigomorfak). A hím ivarú (porzós) virágok legfeljebb 40 cm hosszú virágzatokba tömörülnek, melyek egy-egy szálas-lándzsás, lomblevélszerű murvalevél hónaljából nőnek. A virágzat főtengelye mindig finom szőrös, melléktengelyei pedig részben szőrtelenek. A porzós virágokat 2,7–3,2 mm hosszú és 1,3–1,6 mm széles, zöld színű csészelevelek, 1,8–2,2 mm hosszú sziromlevelek és az 1–1,8 mm hosszú, szabadon álló, csupán a sziromlevelek alapjával kissé összenőtt porzólevelek alkotják. A termős virágok 8–10 cm hosszú virágzatot alkotnak. Mindegyik termős virágban egy 1–1,5 mm hosszú, szőrös, rozsdabarna színű magház található.
Csonthéjas termései 2–2,5 cm hosszúak, 1,5–2 cm szélesek.

## Felhasználása
A népi gyógyászatban gyógynövényként alkalmazzák, mivel megszárított és feldarabolt gyökérgumóit drogként (radix calumba, radix colomba vagy Colombo radix néven) használják csípések, marások, sérülések, emésztési zavarok, hasmenés, alultápláltság és erőtlenség, vérhas esetén, külső és belső élősködők ellen (pl. féreghajtó szerként), illetve lázcsillapító, nyugtató- és altatószerként. Orvostudományi bizonyítékok azonban nincsenek arra vonatkozóan, hogy a drog valóban hatásos az említett esetekben.
A drogban alkaloidok és diterpének találhatók. Az alkaloidokat a benzilizokinolin-típusú (protoberberin-típusú) alkaloidok képviselik, s a drog 0,95–1,2%-át (legfeljebb 3%-át) adják. Közülük legnagyobb részarányban (legfeljebb 95%-ban) a palmitin szerepel, de a drog összetételétől függően a jateorhizin (jatrorrhizin) és a columbamin az alkaloidok akár 50%-át is alkothatja. Ezeken kívül kis mennyiségben (0,015%-ban) előfordul a dimer bisz-jatrorrhizin is.
A drog keserű ízéért javarészt a benne levő diterpének felelősek, melyek közül többet izoláltak, egyeseknek meghatározták a szerkezetét is. A drogban kimutatták a columbint, a jateorint, ezek glikozidjait (például a palmatozid-D és a palmatozid-F vegyületeket), illetve izomerjeit (izocolumbin, izojateorin) is, mely utóbbiak azonban az izolálás során is keletkezhettek. Előfordul még a chrasmantin és a palmarin is.[forrás?]
A drogban a fentieken kívül 0,1–1,5% illóolaj, 30–35% keményítő, továbbá nyálkapoliszacharid is található.[forrás?]
A növényt a helyi likőripar is felhasználja nagy mennyiségben.[forrás?]

## Fordítás
Ez a szócikk részben vagy egészben  a   Kalumba című német Wikipédia-szócikk ezen változatának fordításán alapul.  Az eredeti cikk szerkesztőit annak laptörténete sorolja fel. Ez a jelzés csupán a megfogalmazás eredetét és a szerzői jogokat jelzi, nem szolgál a cikkben szereplő információk forrásmegjelöléseként.